# كينيتشي إيتو
كينيتشي إيتو (باليابانية: 伊藤憲一؛ بالكانا: いとう けんいち) هو عالم سياسة ياباني، ولد في 7 مارس 1938 في طوكيو في اليابان.